# Костнер, Диего
Диего Костнер (итал. Diego Kostner, родился 5 августа 1992 в Брессаноне) — итальянский хоккеист австрийского происхождения, правый нападающий швейцарского клуба «Амбри-Пиотта» и сборной Италии. Сын Томаса Костнера, профессионального итальянского хоккеиста.

## Карьера

### Клубная
Воспитанник школы швейцарского хоккея, выступал в составе юношеской команды «Обертюргау» в чемпионате Швейцарии. С 2009 года выступает за юношеский состав «Лугано», с 2011 — за основной состав. В феврале 2016 года подписал двухлетний контракт с клубом «Амбри-Пиотта», начиная со следующего сезона.

### В сборной
Выступал за сборные Италии до 18 и до 20 лет. Дебютировал за основную сборную в 2012 году, в феврале играл в олимпийской квалификации. В апреле 2013 года выступал в первом дивизионе чемпионата мира в группе A, где Италия заняла 2-е место и вышла в высший дивизион. Там Костнер в матче против Южной Кореи забросил шайбу и отдал голевую передачу, также он отличился голевой передачей в матче против Венгрии. В 2014 году на чемпионате мира в Белоруссии в матче против Франции отличился голевой передачей на Джулио Сканделлу (Италия сравняла счёт и выиграла 2:1), в матче против Дании сам забросил шайбу (сравнял счёт, но не спас Италию от разгрома 1:4).